# Johann Friedrich Franz Burgmüller
Johann Friedrich Franz Burgmüller, conosciuto anche come Friedrich Burgmüller (Ratisbona, 4 dicembre 1806 – Parigi, 13 febbraio 1874), è stato un pianista e compositore tedesco.

## Biografia
Suo padre, August, e suo fratello, Norbert, erano anch'essi musicisti. Suo padre, infatti, era direttore d'orchestra al teatro di Weimar. Nel 1832 Friedrich si trasferì a Parigi, dove rimarrà fino alla sua morte, nel 1874. Qui compose le sue opere più famose, ispirandosi allo stile parigino. Le sue composizioni più apprezzate sono: La Candeur, La Chevalresque, L'Arabesque e La Ballade.
Scrisse anche molti studi di pianoforte per bambini.

## Le composizioni
- 6 Melodie graziose di Bellini, Op.26
- Souvenir di Bellini, Op.27
- Souvenir di Schönbrunn, Op.32
- La Cachucha, Op.36
- Mormorii del Rodano, Op.66
- Mazzo di rose, Op.68
- Fiori melodici, Op.82
- Fantasia Brillante sull'Ernani di Verdi, Op.92
- Le Scintille, Op.97
- 25 Studi facili e progressivi, Op.100
- 12 Studi, Op.105
- 18 Studi, Op.109